# Raj Ghat
Le Raj Ghat, mémorial du Mahatma Gandhi, est une simple plateforme de marbre noir commémorant la crémation de Gandhi au lieu éponyme situé au bord de la Yamuna, le 31 janvier 1948. 
Une flamme éternelle brûle à l'une de ses extrémités. Le Raj Ghat est situé sur les rives de la rivière Yamuna à Delhi en Inde. Deux musées dédiés à Gandhi sont situés à proximité. 
Sur le mémorial est inscrite l'épitaphe Hē Ram, (littéralement « Ô Rāma », mais aussi traduit comme « Ô Dieu »), qui sont les dernières paroles murmurées par Gandhi.